# Силва, Антониу (футболист)
Анто́ниу Жуа́н Пере́йра ди Албуке́рке Тава́риш да Си́лва (порт. António João Pereira de Albuquerque Tavares da Silva, португальское произношение: [ɐ̃ˈtɔniu ˈsilvɐ]; род. 30 октября 2003, Визеу) — португальский футболист,  центральный защитник клуба «Бенфика» и сборной Португалии. Участник чемпионата мира 2022 и чемпионата Европы 2024.

## Клубная карьера
Уроженец Визеу, Силва выступал за молодёжную команду «Визеу Юнайтед», в 2016 году присоединился к футбольной академии «Бенфики». В ноябре 2021 года подписал свой первый профессиональный контракт.
27 августа 2022 года дебютировал в основном составе «Бенфики», выйдя в стартовом составе в матче португальской Примейры против «Боавишты», проведя на поле все 90 минут. 25 октября 2022 года забил свой первый гол за «Бенфику» в матче Лиги чемпионов УЕФА против «Ювентуса». 6 ноября 2022 года сделал «дубль» в матче чемпионата против клуба «Эшторил-Прая».

## Карьера в сборной
Выступал за сборные Португалии до 16, до 17, до 18, до 19 лет и до 21 года.
В ноябре 2022 года был включён в заявку сборной Португалии на чемпионат мира в Катаре. 17 ноября 2022 года дебютировал за главную сборную Португалии в товарищеском матче против сборной Нигерии.

## Статистика выступлений

### Клубная статистика
Данные обновлены по состоянию на 23 декабря 2024 года
| Выступление      | Выступление      | Выступление      | Лига | Лига | Кубки | Кубки | Еврокубки | Еврокубки | Итого | Итого |
| Клуб             | Лига             | Сезон            | Игры | Голы | Игры  | Голы  | Игры      | Голы      | Игры  | Голы  |
| ---------------- | ---------------- | ---------------- | ---- | ---- | ----- | ----- | --------- | --------- | ----- | ----- |
| Бенфика          | Примейра-лига    | 2022/23          | 30   | 3    | 4     | 0     | 10        | 2         | 44    | 5     |
| Бенфика          | Примейра-лига    | 2023/24          | 30   | 2    | 10    | 0     | 10        | 0         | 50    | 2     |
| Бенфика          | Примейра-лига    | 2024/25          | 7    | 1    | 3     | 0     | 3         | 0         | 13    | 1     |
| Бенфика          | Итого            | Итого            | 67   | 6    | 17    | 0     | 23        | 2         | 107   | 8     |
| Всего за карьеру | Всего за карьеру | Всего за карьеру | 67   | 6    | 17    | 0     | 23        | 2         | 107   | 8     |

## Достижения

### Командные достижения
«Бенфика»
- Чемпион Португалии: 2022/23
- Обладатель Суперкубка Португалии: 2023

Сборная Португалии
- Победитель Лиги наций УЕФА: 2024/25

### Личные достижения
- Лучший защитник месяца Примейра-лиги (3): сентябрь 2022, октябрь—ноябрь 2022, октябрь—ноябрь 2023
- Включён в команду года Примейра-лиги: 2022/23